# Текућица
Текућица је насељено мјесто у граду Добој, Република Српска, БиХ. Према попису становништва из 2013. у насељу је живјело 632 становника.

## Географија
Налази се на обронцима планине Озрен.

## Становништво
| Демографија | Демографија | Демографија |
| Година      | Становника  | Становника  |
| ----------- | ----------- | ----------- |
| 1961.       | 793         |             |
| 1971.       | 861         |             |
| 1981.       | 832         |             |
| 1991.       | 736         |             |
| 2013.       | 632         |             |